# Diarrhena sinica
Diarrhena sinica là một loài thực vật có hoa trong họ Hòa thảo. Loài này được K.S.Hao mô tả khoa học đầu tiên năm 1937.